# Mr. Moto und die Flotte
Mr. Moto und die Flotte (Originaltitel: Mr. Moto’s Last Warning) ist ein US-amerikanischer Kriminalfilm aus dem Jahr 1939 von Norman Foster innerhalb der achtteiligen Reihe über den von Peter Lorre dargestellten japanischen Detektiv Mr. Kentaro Moto. Die Filme basieren alle auf den Mr.-Moto-Erzählungen von John Phillips Marquand.

## Handlung
Die britische Armee hat Informationen, denen zufolge bei ihren geplanten Manöverübungen mit der französischen Marine nahe Port Said eine feindliche Aktion geplant ist. Mr. Moto soll der Sache auf den Grund gehen. Offiziell erreicht Mr. Moto Port Said in einem Passagierschiff; er wird von einem der Verschwörer, Norvel, hintergangen und ermordet.
Wie sich ergibt war der Mr. Moto an Bord des Schiffs ein Freund des echten Mr. Moto, der sich als der berüchtigte Kriminalist ausgegeben hatte. Schnell findet der echte Mr. Moto eine Spur, die zu Norvel und einem als Bauchredner auftretenden Künstler, Fabian the Great, führt. Er entdeckt, dass ein britischer Agent, Burke, die Verschwörergruppe infiltriert hat. Doch auch Fabian the Great bleibt aufmerksam und ermordet Burke. Zudem erkennt er, dass Mr. Moto noch lebt. Doch seine Versuche, den echten Mr. Moto zu ermorden, bleiben erfolglos.

## Trivia
Der falsche Mr. Moto wird in diesem Film von einem echten Japaner gespielt, Teru Shimada, der später in dem James-Bond-Film James Bond 007 – Man lebt nur zweimal (1967) als SPECTRE-Agent Mr. Osato zu sehen war.
Als gegen Ende der 48. Minute des Films die Szene wieder in das Sultana Theatre wechselt, wird dessen Programm eingeblendet. Hierauf findet sich als Easter Egg der Film Charlie Chan in Honolulu. Die Charlie-Chan-Reihe kann als Vorbild für die Mr.-Moto-Filme bezeichnet werden. Darüber hinaus benennt das Programm als Hauptdarsteller des Charlie-Chan-Films Warner Oland. Gedreht wurde der Film jedoch tatsächlich nach Olands Tod im August 1938 mit dessen Nachfolger Sidney Toler.